# Elżbiecin (powiat bialski)
Elżbiecin – wieś w Polsce położona w województwie lubelskim, w powiecie bialskim, w gminie Kodeń.
W latach 1975–1998 miejscowość należała administracyjnie do województwa bialskopodlaskiego. 
Wieś jest sołectwem w gminie Kodeń. Według Narodowego Spisu Powszechnego (III 2011 r.) liczyła 125 mieszkańców i była ósmą co do wielkości miejscowością gminy Kodeń.
Wierni Kościoła rzymskokatolickiego należą do parafii św. Anny w Kodniu.

## Historia
Elżbiecin w wieku XIX opisano jako folwark w powiecie bialskim, gminie Kostomłoty, parafii Kodeń. Dobra Elżbiecin i Kodeń składają się z folwarków Elżbiecin, Kopytów, awulsu Babcze i Kazanówka, oraz osady Kodeń, wsi Kazanówka i wsi Kopytów.